# فورون
فورون (به انگلیسی: Phorone) با فرمول شیمیایی C۹H۱۴O یک ترکیب شیمیایی است. که جرم مولی آن ۱۳۸٫۲۰ g/mol می‌باشد. 